# 前345年
| 千纪： | 前1千纪 |
| 世纪： | 前5世纪 \| 前4世纪 \| 前3世纪 |
| 年代： | 前370年代 \| 前360年代 \| 前350年代 \| 前340年代 \| 前330年代 \| 前320年代 \| 前310年代                                                                                            |
| 年份： | 前350年 \| 前349年 \| 前348年 \| 前347年 \| 前346年 \| 前345年 \| 前344年 \| 前343年 \| 前342年 \| 前341年 \| 前340年                                                              |
| 纪年： | 周顯王二十四年 魯康公八年 齊威王十二年 趙肅侯五年 魏惠王二十五年 韓昭侯十八年 秦孝公十七年 楚宣王二十五年 宋剔成君二十五年 衛成侯十七年 燕後文公十七年 越王無顓十六年 中山成公五年 |

## 大事记
- 楚国发兵进攻齐国。齐威王派遣淳于髡出使赵国
- 难陀王朝在摩揭陀建立。
- 迦太基人蹂躏和封锁恩特拉。

## 出生
- 迈内德姆斯，古希腊哲学家。
- 提麦奥斯，古希腊历史学家。
- 帖撒羅妮加，馬其頓王國公主，國王腓力二世和出身色薩利費萊的王后尼刻西波莉絲的女兒。

## 逝世
- 尼科卡雷斯，古雅典喜剧诗人
- 摩诃难丁，印度幼龙王朝末代君主